# 国鉄8380形蒸気機関車
8380形は、かつて日本国有鉄道の前身である鉄道院・鉄道省に在籍したテンダ式蒸気機関車である。

## 概要
元は、1900年（明治27年）に中国鉄道がアメリカのボールドウィン社で4両（製造番号18297 - 18300）を製造した、車軸配置2-6-0(1C)、2気筒単式の飽和式テンダ機関車で、4形(5 - 8)である。ボールドウィン社における種別番号は8-26Dで、山陽鉄道7形（後の鉄道院8350形）と同クラスであるが、ボイラーや固定軸距はやや大型である。
そのうちの5が1903年（明治36年）に山陽鉄道に譲渡されて20形（2代目46）となり、1906年（明治39年）に国有化されて、1909年（明治42年）の鉄道院車両称号規程制定により、8380形（8380）となったものである。
形態は、典型的なアメリカ古典形で、ボイラーはストレートトップ型、第2缶胴上に蒸気ドームが、第1缶胴上に砂箱が設けられている。ドームと砂箱の形態は、基部、胴部、頂部でくびれた3ピース構造であり、単純な1ピース構造の8350形とは異なる。また、煙室の側面から端梁にはブレース（支柱）が渡されている。炭水車は3軸で、後位側が2軸ボギー台車とされた、片ボギー式である。
8380形は国有化後、山陰線、舞鶴線の京都・福知山、新舞鶴間で使用されたが、1922年（大正11年）に廃車解体された。
中国鉄道に残った3両（6 - 8）は、そのまま引き続き使用され、1944年（昭和19年）の戦時買収により国有化され、8360形(8360 - 8362)に改称された。こちらは、国有化後も岡山に配置され、引き続き津山線で使用された。廃車は1947年（昭和22年）および1948年（昭和23年）で、いずれも解体された。

## 主要諸元
- 全長 : 14,605mm
- 全高 : 3,658mm
- 全幅 : 2,642mm
- 軌間 : 1,067mm
- 車軸配置 : 2-6-0(1C)
- 動輪直径 : 1,372mm
- 弁装置 : スチーブンソン式アメリカ型
- シリンダー（直径×行程） : 406mm×559mm
- ボイラー圧力 : 12.7kg/cm2
- 火格子面積 : 1.67m2
- 全伝熱面積 : 113.2m2
  - 煙管蒸発伝熱面積 : 103.7m2
  - 火室蒸発伝熱面積 : 9.6m2
- ボイラー水容量 : 4.1m3
- 小煙管（直径×長サ×数） : 44.5mm×3,200mm×232本
- 機関車運転整備重量 : 38.70t
- 機関車空車重量 : 34.93t
- 機関車動輪上重量（運転整備時） : 33.36t
- 機関車動輪軸重（第2動輪上） : 11.46t
- 炭水車重量（運転整備） : 23.58t
- 炭水車重量（空車） : 12.27t
- 水タンク容量 : 10.44m3
- 燃料積載量 : 2.74t
- 機関車性能
  - シリンダ引張力 : 7,250kg
- ブレーキ装置：手ブレーキ、真空ブレーキ